# Реєстр Сумського полку 1660 року
Реєстр Сумського полку 1660 року — документ, що містить список козаків, міщан та іншого населення Сумського полку, укладений у 1660 році. Цей реєстр є одним з кількох, виявлених у Російському державному архіві давніх актів (м. Москва), і надає цінну інформацію про соціальний та військовий склад полку в середині XVII століття.

## Історичний контекст
Сумський козацький полк був одним з найпотужніших військових формувань Слобідської України у XVII—XVIII століттях. Під керівництвом полковника Гарасима Кондратьєва, полк відіграв значну роль у захисті регіону від нападів ворогів та у збереженні козацьких традицій.

## Зміст реєстру
Реєстр Сумського полку 1660 року складається з 45 аркушів і містить списки всього наявного чоловічого населення, яке проживало на території полку. Документ поділений на кілька частин, кожна з яких містить інформацію про різні категорії населення:
- Козаки: імена, прізвища, звання, місце проживання.
- Міщани: перелік міських жителів.
- Пушкарі: список артилеристів, відповідальних за обслуговування гармат та іншої зброї.

## Значення реєстру
Реєстр Сумського полку 1660 року є унікальним джерелом для дослідження демографії, генеалогії та соціально-економічної історії Слобожанщини. Він дає змогу дослідникам відтворити персональний склад полку та зрозуміти структурні зміни, що відбувалися у військовій організації регіону в середині XVII століття.
Документ також свідчить про процеси переселення та адаптації нових жителів у Слобідській Україні після Національно-визвольної війни. Прізвища та імена, зазначені в реєстрі, демонструють широкий географічний спектр походження переселенців, що створює підґрунтя для подальших досліджень міграційних процесів того часу.

## Публікація та дослідження
Реєстр Сумського полку 1660 року, разом з іншими реєстрами, був вперше введений до наукового обігу у 2008 році завдяки зусиллям дослідників, зокрема О. Алфьорова та О.Різніченко. Публікація цього джерела надає нові можливості для вивчення історії Сумського козацького полку та Слобідської України в цілому.